# James Hoge Tyler
James Hoge Tyler (Blenheim, 11 agosto 1846 – Belle Hampton, 3 gennaio 1925) è stato un politico statunitense.

## Biografia
Fu il quarantatreesimo governatore della Virginia. Poco dopo la sua nascita la madre morì, venne dunque cresciuto dai nonni materni, James Hoge e Eleanor Haven Howe.
Durante la guerra di secessione americana entrò a far parte delle forze armate degli Stati Confederati d'America